# Мелтучі
Мелтучі (рос. Мелтучи) — присілок в Старицькому районі Тверської області Російської Федерації.
Населення становить 8 осіб. Входить до складу муніципального утворення Ново-Ямське сільське поселення.

## Історія
Від 2005 року входить до складу муніципального утворення Ново-Ямське сільське поселення. Раніше населений пункт належав до Орловського сільського округу.

## Населення
| 1859 | 1886 | 2002 | 2010 |
| ---- | ---- | ---- | ---- |
| 181  | ↘175 | ↘21  | ↘8   |